# Cinábrio
O cinábrio é um mineral de sulfeto de mercúrio(II) (HgS), notável por sua intensa coloração vermelha e por ser a principal fonte natural de mercúrio. Utilizado desde a Antiguidade como pigmento (vermelhão), seu emprego declinou devido à toxicidade do mercúrio, que causa danos neurológicos graves. Sua relevância histórica está ligada à mineração, arte e ao impacto ambiental, sendo hoje objeto de estudos toxicológicos e regulamentações rígidas.

## Propriedades e estrutura

### Características físicas
O cinábrio cristaliza no sistema trigonal, formando cristais romboédricos ou massas granulares. Sua cor varia do vermelho-vivo ao cinza-escuro quando exposto à luz, e sua densidade elevada (8,1 g/cm³) o torna um dos minerais mais pesados. A dureza é baixa (2,0–2,5 na escala de Mohs), e seu brilho varia de adamantino a terroso.

### Composição química
Sua estrutura cristalina consiste em cadeias helicoidais de átomos de mercúrio e enxofre. Quando aquecido acima de 580 °C, decompõe-se liberando vapores de mercúrio, processo explorado industrialmente desde o Império Romano.

## Ocorrência geológica
O cinábrio forma-se em veias hidrotermais associadas a vulcanismo e fontes termais alcalinas. Principais jazidas incluem:  
- Almadén (Espanha): Maior depósito histórico, explorado por dois milênios.
- Nevada (EUA) e Guizhou (China): Fontes modernas para extração de mercúrio.
- Idrija (Eslovênia): Conhecida pela variedade "hepaticinábrio", rica em matéria orgânica.[3]

## Mineração e impactos

### Extração de mercúrio
O processo envolve a torrefação do minério em fornos rotativos, liberando mercúrio gasoso que é condensado em líquido. Na Roma Antiga, essa técnica era realizada por escravos, que sofriam envenenamento crônico — um dos primeiros registros de doença ocupacional.

### Riscos toxicológicos
A exposição ao mercúrio provoca tremores, perda de memória e insuficiência renal. No século XVI, o médico Georgius Agricola descreveu os efeitos em mineiros de cinábrio, comparando as minas a "sentenças de morte".

## Usos históricos

### Pigmento e arte
- Antiguidade: Os romanos usavam cinábrio em afrescos, como os de Pompeia, mas o pigmento escurecia ao ar livre.
- China: Empregado em lacquerware desde a Dinastia Song (século X), técnica refinada com verniz para reduzir a toxicidade.[6]
- Maias: Cobria tumbas reais, como a Rainha Vermelha de Palenque (século VII), simbolizando sangue e vida eterna.[7]

### Substituição moderna
No século XX, pigmentos sintéticos (ex.: sulfeto de cádmio) substituíram o cinábrio em tintas e cosméticos.

## Variedades e formas
- Metacinábrio: Variedade preta, com estrutura cristalina cúbica, estável em baixas temperaturas.
- Hipercinábrio: Forma hexagonal rara, encontrada em ambientes geotérmicos extremos.[8]